# Mezoregion Sudeste Paraense

Mezoregion Sudeste Paraense

Mezoregion Sudeste Paraense – mezoregion w brazylijskim stanie Pará, skupia 39 gmin zgrupowanych w siedmiu mikroregionach. Liczy 298.558,0 km² powierzchni.

## Mikroregiony
- Conceição do Araguaia
- Marabá
- Paragominas
- Parauapebas
- Redenção
- São Félix do Xingu
- Tucuruí